# Corre, Lola, corre
Corre, Lola, corre (título original en alemán: Lola rennt, ‘Lola corre’) es una película alemana de suspense de 1998, escrita y dirigida por Tom Tykwer y protagonizada por Franka Potente y Moritz Bleibtreu. Presenta tres veces un periodo de veinte minutos, en que la acción comienza igual; pero cada vez se dan ciertas diferencias de detalle, que hacen que el final sea completamente diferente (efecto mariposa). Fue un éxito de taquilla en Alemania y obtuvo numerosos premios en todo el mundo. Ha sido muy bien valorada por la crítica y es un excelente ejemplo de ritmo cinematográfico.

## Argumento
La película transcurre en Berlín. Comienza con Lola (Franka Potente), una joven esbelta y pelirroja, contestando una llamada telefónica de su novio, Manni (Moritz Bleibtreu). Él es un criminal de poca monta y ha perdido en un tren metropolitano 100 000 marcos que pertenecen a su jefe (Lola tenía que haber recogido a Manni con su motoneta, pero se la robaron mientras compraba tabaco). Al ver subir al tren a dos guardias de seguridad, Manni se baja, seguido por los guardias; recuerda haber dejado la bolsa en el asiento e intenta volver, pero los guardias lo retienen mientras el tren parte. Un vagabundo barbudo al que Manni había ayudado a levantarse tras caer al suelo, descubre la bolsa con el dinero y se la coge. Manni le dice a Lola que ha telefoneado a la siguiente estación, pero el hombre y la bolsa ya han desaparecido.
Manni tiene que entregar el dinero a su jefe antes de que transcurran 20 minutos. Teme que le mate si descubre la pérdida y decide asaltar un supermercado cercano. Lola le ruega que la espere y le dice que ella conseguirá el dinero de algún modo. Manni cuelga y Lola piensa a toda prisa a quién recurrir. Decide pedírselo a su padre, que es un gerente bancario. Como ya no tiene su motoneta, Lola tiene que correr.
La película se divide en tres "carreras". Cada una comienza de la misma forma: tras tirar el teléfono, Lola sale corriendo del apartamento mientras su madre le pide que le compre champú. Cada carrera se desarrolla de manera diferente con distintos resultados. Cada vez Lola se encuentra con varias personas, y aparecen secuencias de anticipación, donde se muestra cómo cambiará la vida de éstas a consecuencia de los encuentros. Éstos transcurren de modo diferente cada vez.

### Primera carrera
Lola comienza a correr y encuentra a un perro en la escalera. El perro le gruñe haciéndole ir más rápido. Lola atraviesa las calles de Berlín hacia el banco donde trabaja su padre, casi chocando con el vagabundo que lleva el dinero de Manni. En su atropello, causa un accidente de coche a un hombre, quien más tarde resulta ser colega de su padre. Cuando llega al banco, su padre le niega el dinero: le dice que en casa no lo aprecian, así que las abandona -a Lola y a su madre- por su amante y le dice a Lola que él no es su verdadero padre. Echan a Lola del banco y, tras preguntar la hora, corre para encontrarse con Manni, pero llega unos segundos tarde: Manni ya está asaltando el supermercado. La cosa se complica, Lola entra y le ayuda a cometer el asalto. Después los dos escapan a pie, pero la policía los rodea y un agente dispara a Lola en el pecho.
Cuando Lola se está desangrando en el suelo, se muestra una escena de ella y Manni desnudos en la cama después de hacer el amor; ella le pregunta si la ama, él le responde que sí, pero ella insiste en que si no la hubiera conocido, le estaría diciendo lo mismo a otra. Después vuelve en sí y dice que no quiere eso y empieza la segunda carrera.

### Segunda carrera
En la segunda carrera, el dueño del perro le pone la zancadilla a Lola, que cae por las escaleras y se levanta cojeando. Se tropieza con el vagabundo que lleva el dinero y también esta vez provoca que el colega de su padre choque con su coche. Como no corre tanto, Lola llega al banco algo más tarde, así que la amante de su padre tiene tiempo de explicarle que está embarazada de haberle sido infiel con otro hombre. Esta vez Lola oye más de la historia y se enfada, llamando a la amante "zorra". Le roba el arma al guardia de seguridad, roba el banco de su padre y al escapar, la policía la confunde con un rehén fugado y la deja irse, así que Lola consigue huir con el dinero para encontrar a Manni. Cuando Lola lo ve, le llama, pero cuando él cruza la calle para encontrarse con ella una ambulancia lo atropella y lo mata.
El tiempo retrocede y Lola y Manni hablan otra vez desnudos en la cama después de hacer el amor; esta vez es Manni quien pregunta a Lola si lo ama y qué haría ella si él muere; Lola responde que nunca lo dejaría morir, pero él contesta que si de todos modos muriese ella le lloraría las primeras semanas y después saldría con otro. Entonces, Lola le dice que no aún no está muerto. El atropellado Manni vuelve a sí mismo, se pregunta si en realidad está muerto y empieza la tercera carrera.

### Tercera carrera
La tercera vez Lola es una fracción de segundo más rápida, y consigue saltar sobre el perro (éste le empieza a ladrar y ella le gruñe y se calla). Esta vez no causa el accidente (porque esta vez el coche la pilla y se da con él), y el socio consigue recoger al padre de Lola. Ella los ve marchar sin poder alcanzarlos, pero sigue corriendo en busca de alguna oportunidad. Se encuentra frente a un casino, entra, compra una sola ficha de 100 marcos (aunque solo tenga 99DEM y unas cuantas monedas más), y encuentra una mesa de ruleta, donde gana 129.600 marcos en dos apuestas consecutivas al número 20. Le sobra dinero para ayudar a Manni, lo mete en una bolsa y sale. Mientras corre, consigue subirse a la ambulancia de las carreras anteriores aprovechando una parada de ésta. La ambulancia lleva al guardia de seguridad del banco de su padre, que al parecer ha sufrido un infarto. Lola coge su mano, y, momentos más tarde, su pulso comienza a normalizarse.
Mientras tanto, Manni ve al vagabundo en bicicleta que cogió su dinero al principio de la película, así que lo persigue causando, sin querer, un accidente de coches en el que mueren el padre de Lola, su socio y el ladrón de la motoneta de Lola, que viajaba en ella. Manni recupera su dinero, pero se apiada del vagabundo y le da su arma a cambio, a petición del mismo. Lola llega primera a la intersección donde se iban a encontrar y ve a Manni salir del coche de su jefe de pandilla, al que le entregó el dinero y le abre la puerta, el jefe parece felicitarlo y se despiden amigablemente. Luego, Manni se reúne con Lola, los dos caminan juntos y la película termina con Manni preguntándole a Lola qué lleva dentro de la bolsa y ella sonríe.

## Reparto
- Franka Potente como Lola.
- Moritz Bleibtreu como Manni.
- Herbert Knaup como Papa.
- Nina Petri como la Sra. Hansen
- Armin Rohde como el Sr. Schuster
- Joachim Król como Norbert von Au.
- Ludger Pistor como el Sr. Meier

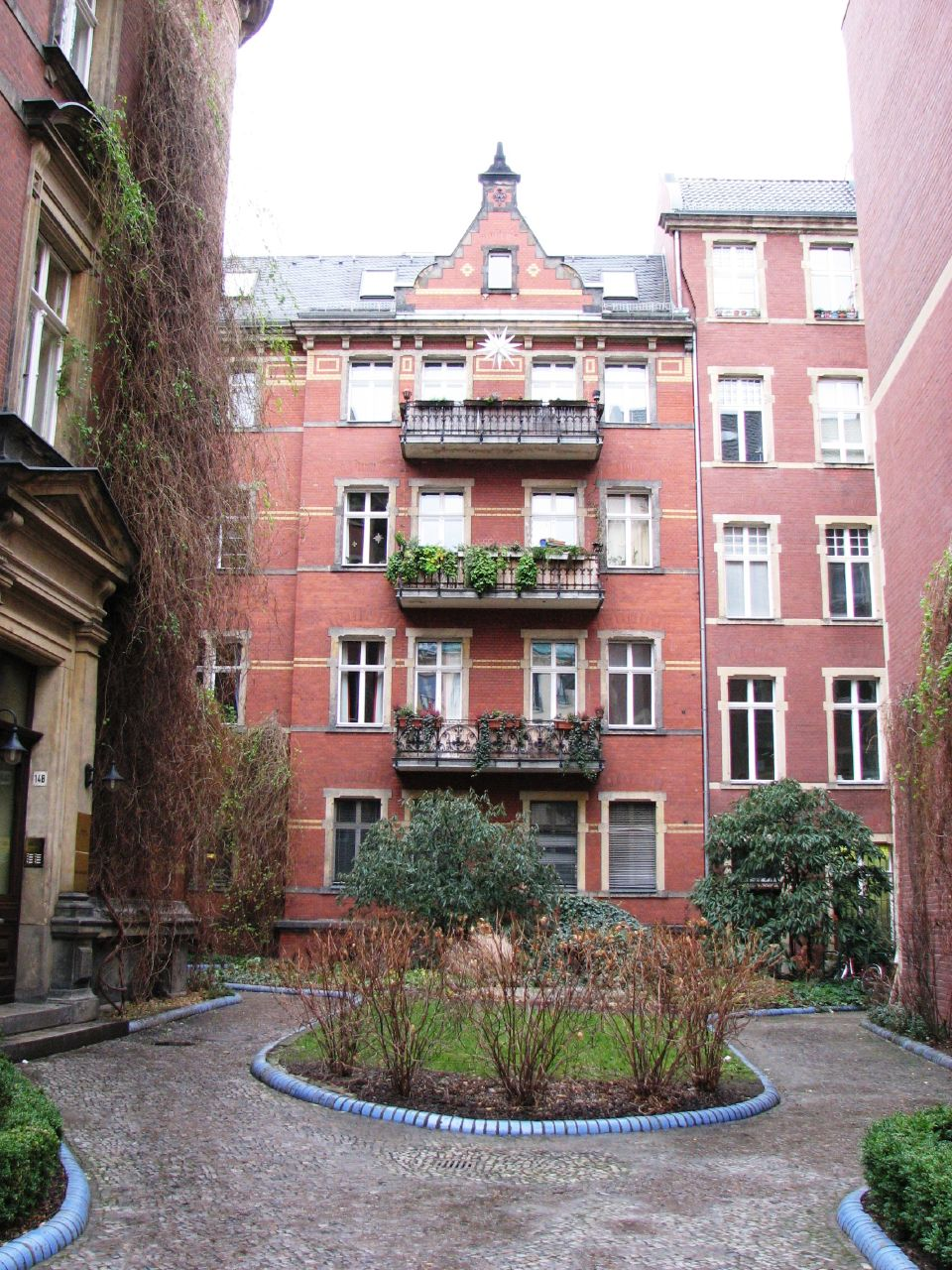
Edificio de apartamentos donde vive Lola en la película.

- Suzanne von Borsody como la Sra. Jäger
- Sebastian Schipper como Mike.
- Julia Lindig como Doris.
- Lars Rudolph como el Sr. Kruse
- Ute Lubosch como Mamá.
- Monica Bleibtreu como la mujer ciega.
- Heino Ferch como Ronnie.

## Premios y nominaciones
- Premio Bogey de 1998 (Alemania).
- Premio especial del jurado del festival internacional de cine Manaki Brothers de 2000 (Macedonia).
- Premio Chlotrudis a la mejor fotografía de 2000.
- "Corre, Lola, corre" fue honrada en 1999 con el Premio Alemán de Cine.
- Premio del Cine Alemán en Oro (Mejor Película)
- Mejor director (Tom Tykwer)
- Mejor fotografía (Griebe Frank)
- Mejor Montaje (Mathilde Bonnefoy)
- Mejor actriz de reparto (Nina Petri)
- Mejor actor de reparto (Knaup Herbert)
- Premio del Público: Película del Año
- Premio del Público: Actriz del Año (Franka Potente)
- Festival de Cine de Sundance de 1999 - Mejor película extranjera (título en inglés: Run Lola, Run)
- Premio Ernst Lubitsch 1999
- Premio del Cine Bávaro 1998
- Premio del Sindicato de Cine de Oro 1999
- Gran Premio de la Ciudad de Ginebra, 1999
- Bambi 1998
- Elección de los Críticos de Hong Kong 1998
- Disco de Oro en 1999
- Selección en los Premios MTV de 1999
- Júpiter 1999 - Mejor película alemana
- León Checo 2000 - Mejor Película Extranjera

Además, la película ha sido nominada varias veces, incluyendo a: 
- Premio del Cine Europeo 1998
- León de Oro del Festival Internacional de Cine de Venecia 1998
- La película fue candidata de Alemania para obtener una nominación a la categoría de Mejor Película en Lengua Extranjera en los Premios Óscar en 1999, pero no logró la nominación.